# Parc commémoratif du roi George V (Kowloon)
Le parc commémoratif du roi George V (九龍佐治五世紀念公園, King George V Memorial Park), est un parc public situé dans le quartier de Kwun Chung (en) à Kowloon.
Un autre parc situé sur l'île de Hong Kong porte le même nom.

## Histoire
Le parc est construit en 1940. Comme le gouverneur de Hong Kong est malade au moment de la cérémonie d'ouverture du 11 juin 1941, c'est l'administrateur Norman Lockhart Smith (en) qui la dirige. Une statue du roi George V est inaugurée à l'occasion au centre du parc. Cette première itération du parc est aménagée par Palmer and Turner, un cabinet d'architectes de Hong Kong, tandis que le main-d'œuvre principal est la société Lai Kee. Durant l'occupation japonaise, certaines installations sont détruites et le parc est utilisé comme dépotoir.
Après la guerre, le Conseil urbain s'efforce de reconstruire le parc abandonné dans un nouveau plan. Trois kiosques de style chinois sont construits. L'extrémité nord du parc est conçue pour assurer le confort des personnes âgées. Le parc réaménagé rouvre le 21 mars 1954 en la présence de K. M. A. Barnett, président du Conseil urbain.La proximité immédiate du parc était autrefois un important centre de commerce et de transport à Yau Ma Tei (en), qui abrite l'embarcadère de ferries de Jordan Road (en), le marché animé de Kwun Chung et les bureaux du gouvernement de Canton Road (zh) (tous depuis démolis, bien que le marché ait été relocalisé dans le bâtiment des services municipaux de Kwun Chung). Dans le cadre du Airport Core Programme, des terre-pleins sont construits sur la mer adjacente au début des années 1990 et le parc ne se trouve plus à côté du détroit de Victoria Harbour.
En 1957, le Conseil urbain accepte la proposition d'abriter de petites bibliothèques dans certaines aires de jeux, et qui seraient gérées par l'Association des clubs des garçons et des filles. Le 13 décembre 1967, une aire de jeux pour enfants et une bibliothèque sont ouvertes dans le parc par la conseillère urbaine Elsie Elliott (en). En 1980, à la lumière de l'ouverture en 1971 de la bibliothèque publique de Yau Ma Tei, mieux équipée, à proximité, le conseil envisage de fermer la petite bibliothèque du parc commémoratif du roi George V. Elle est finalement démolie avec la refonte du parc dans les années 1990.
Après le réalignement de Canton Road dans les années 1970 pour rejoindre Ferry Street, le parc commémoratif du roi George V est considérablement agrandi à l'ouest. L'extension comprend une berme en terre pour aider à protéger le parc du bruit de la chaussée.
Le complexe du Conseil urbain de Kwun Chung (actuel bâtiment des services municipaux de Kwun Chung) est achevé en septembre 1990 et ouvert le 1er janvier 1991 sur l'emplacement d'un ancien terrain de football. Un nouveau terrain de football et des terrains de basket sont construits sur le site de l'ancien marché de Kwun Chung, et celui-ci est déplacé dans le nouveau complexe du Conseil urbain qui abrite également un centre de restauration et une salle de jeux intérieure. Il s'agit du premier complexe du Conseil urbain du district et a coûté 410 millions $. Les autres changements apportés au parc à ce moment comprennent la démolition et le réaménagement des toilettes publiques, la démolition de la bibliothèque pour enfants, la construction d'une nouvelle aire de jeux pour enfants, ainsi que des améliorations générales et la refonte d'autres zones du parc.

## Équipements
- Terrain de basket
- Aire de jeux pour enfants
- Pavillon chinois
- Terrain de football
- Bâtiment des services municipaux de Kwun Chung (en)
- Toilettes publiques

## Galerie

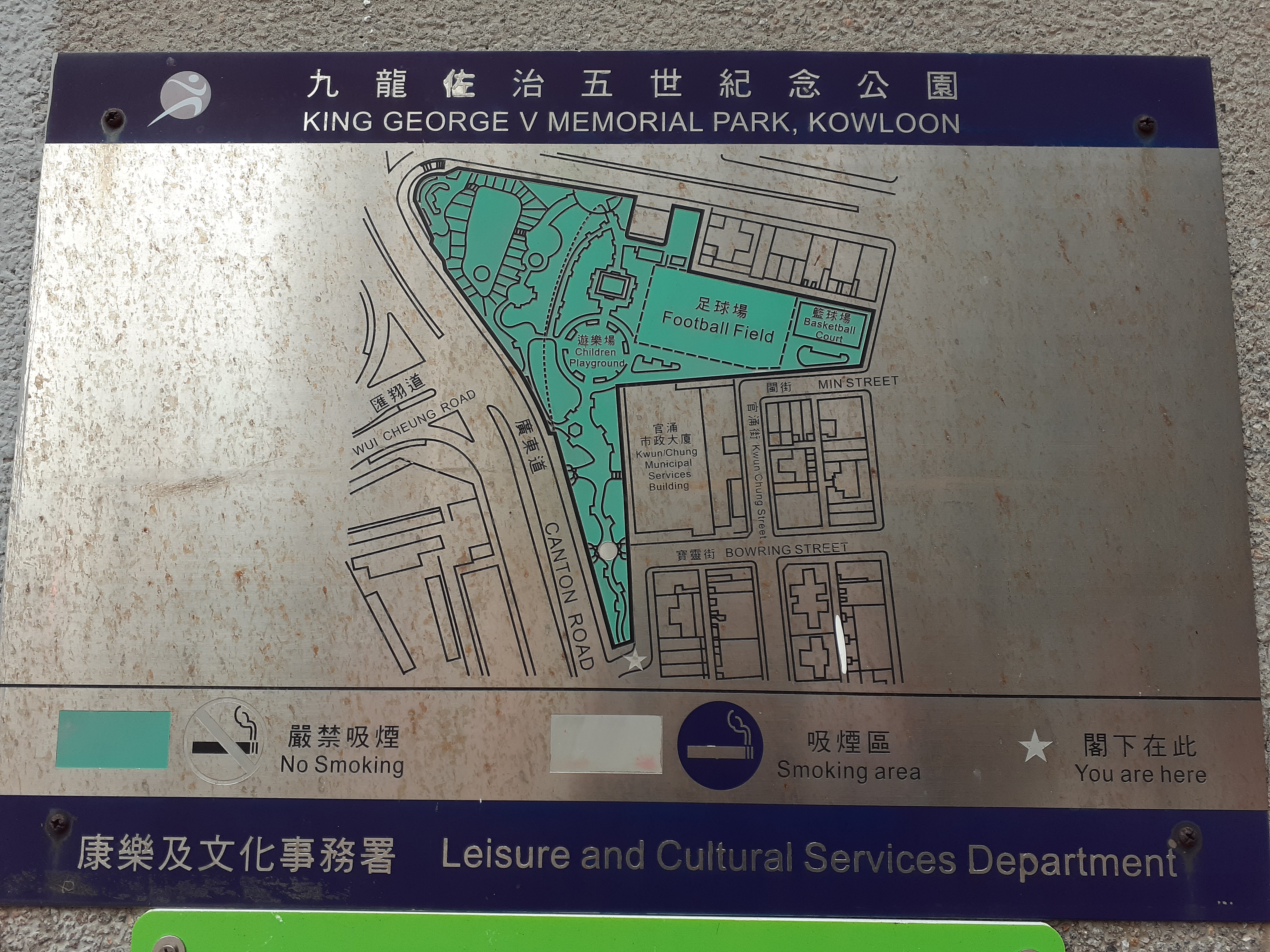
Plan du parc.
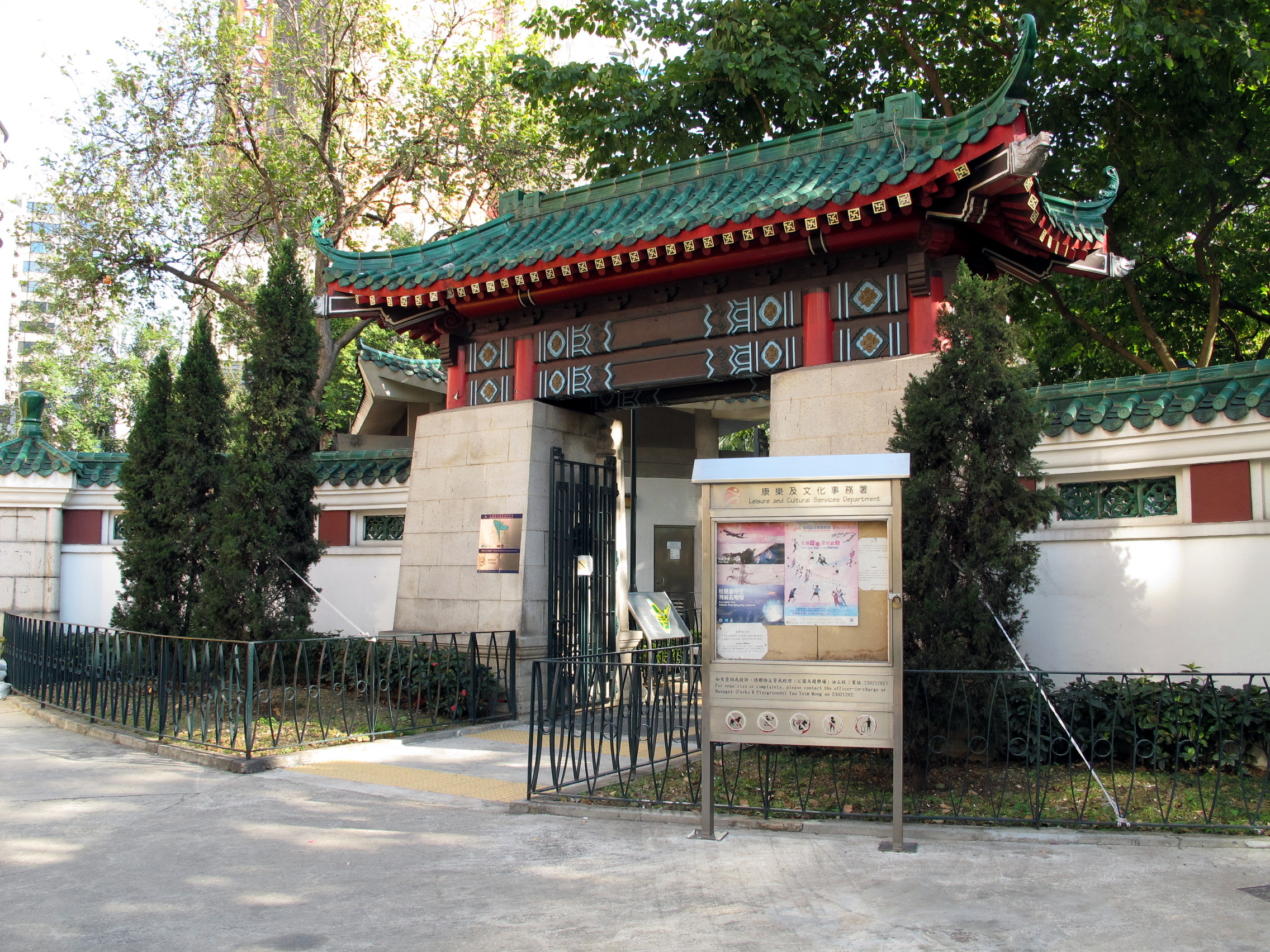
Entrée du parc.
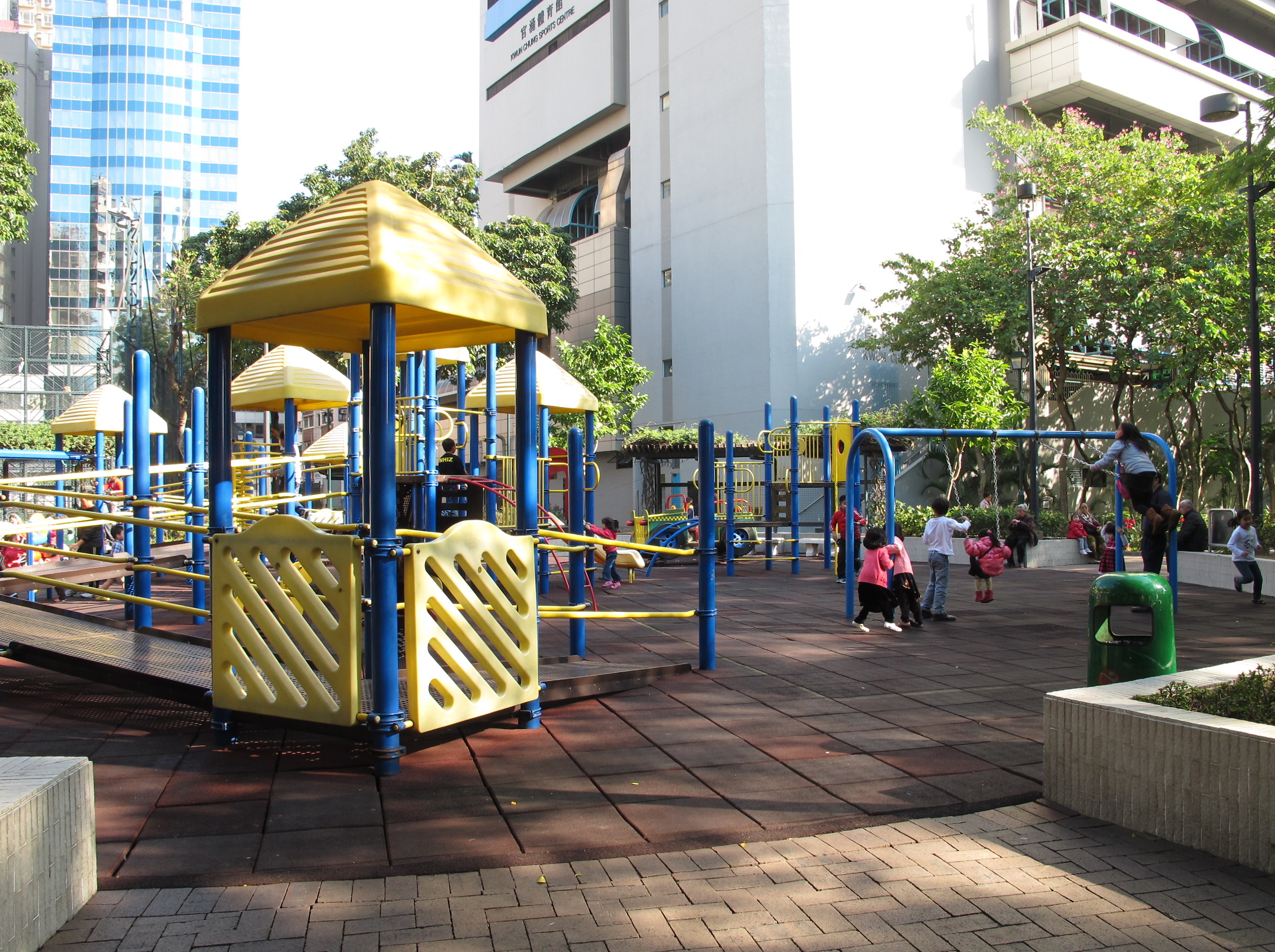
Aire de jeux pour enfants et complexe municipal.
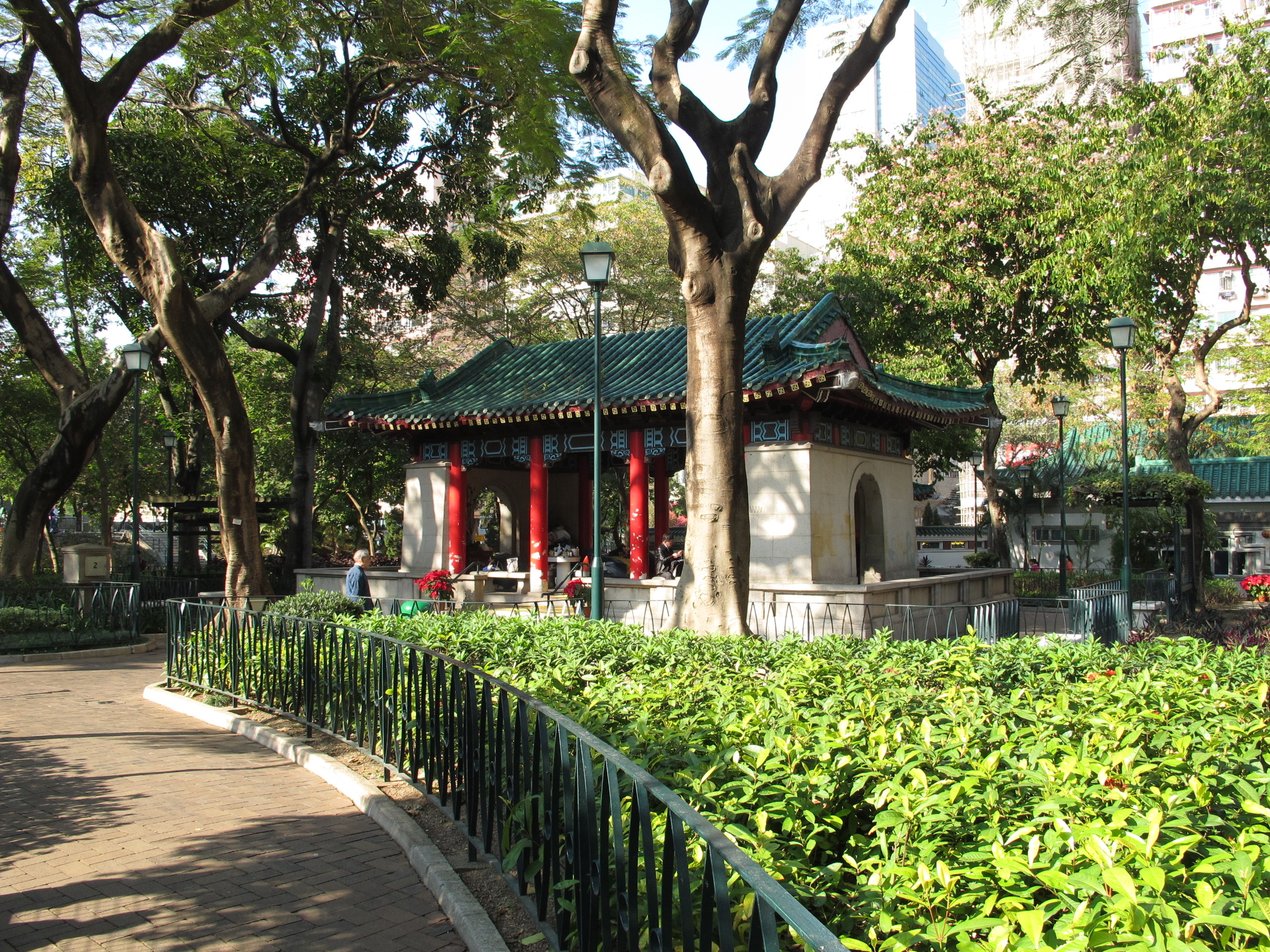
Pavillon chinois.
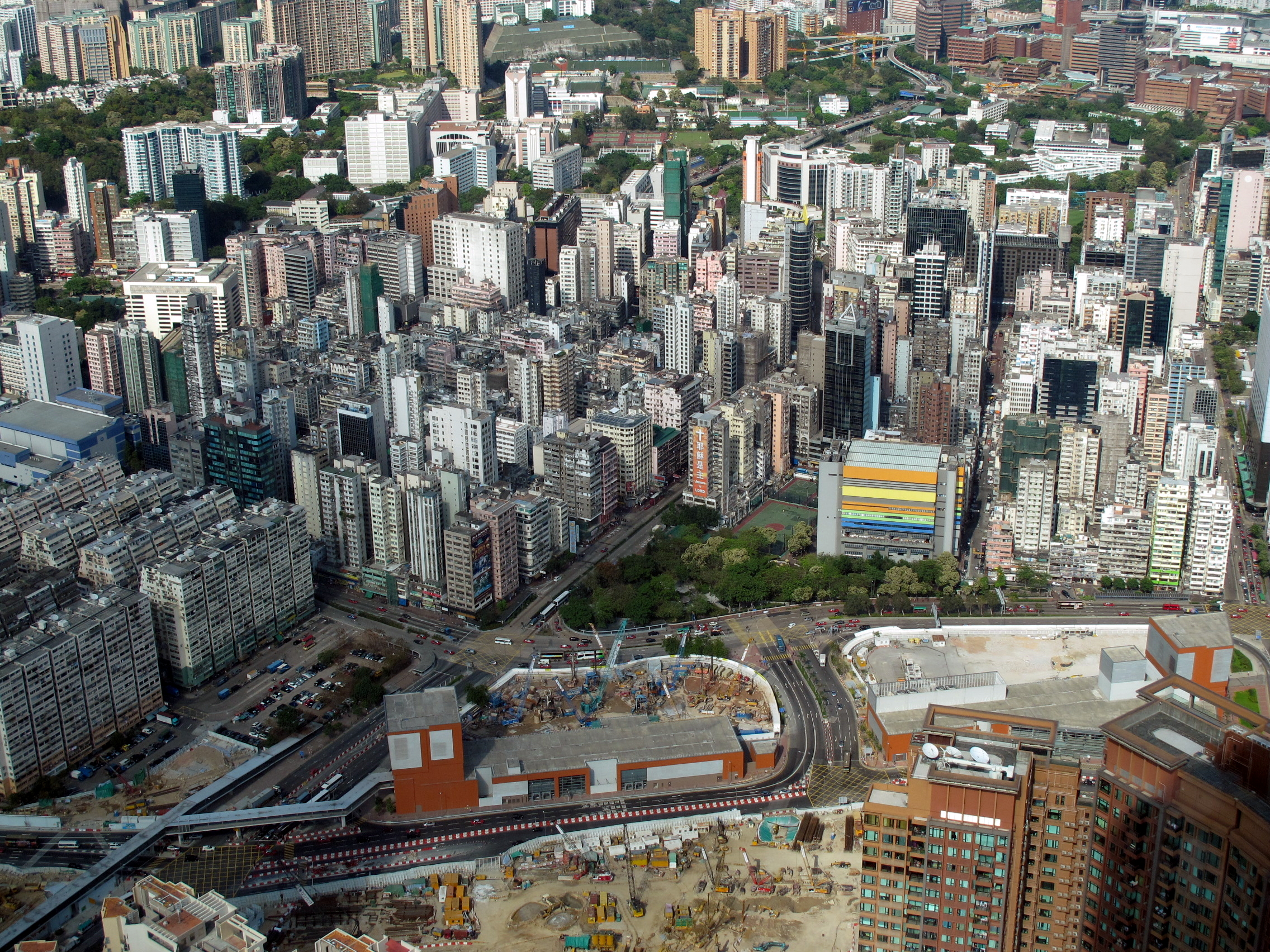
Vue aérienne.
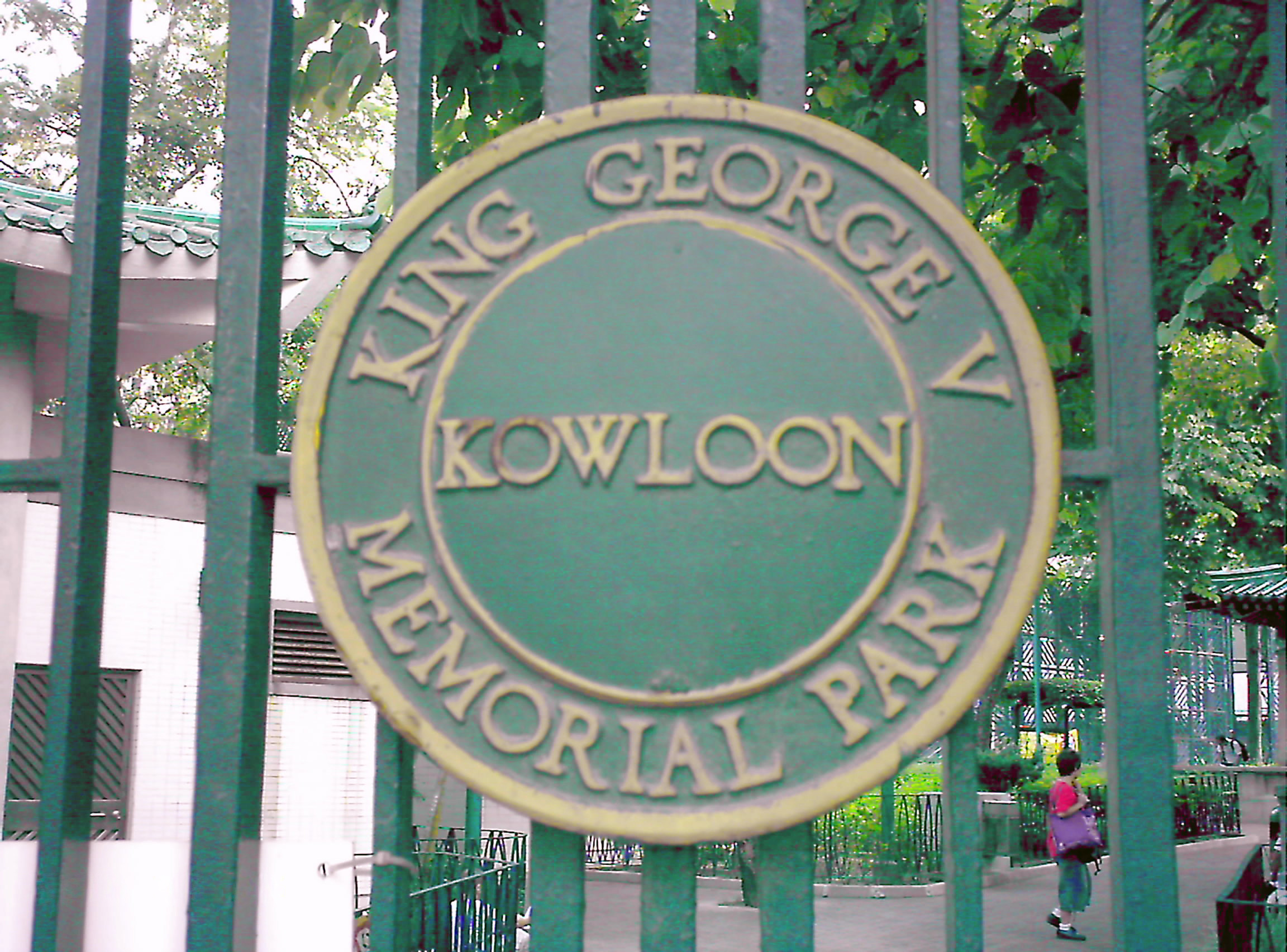
Sceau du parc.